# Wołodymyr Korobka
Wołodymyr Hennadijowycz Korobka, ukr. Володимир Геннадійович Коробка (ur. 22 lipca 1989 w Dniepropietrowsku) – ukraiński piłkarz, grający na pozycji ofensywnego pomocnika.

## Kariera piłkarska
Wychowanek klubów ISTA Dniepropetrowsk i Dnipro Dniepropetrowsk, barwy których bronił w juniorskich mistrzostwach Ukrainy (DJuFL). Karierę piłkarską rozpoczął 16 września 2009 w drużynie rezerwowej Dnipra Dniepropetrowsk. W końcu lipca 2008 przeniósł się do Tawrii Symferopol. W sierpniu 2012 został wypożyczony do rosyjskiego Wołgaru Astrachań, a na początku lutego 2013 do Metałurha Zaporoże. W czerwcu 2013 powrócił do Tawrii. Po rozformowaniu klubu w maju 2014 opuścił Krym, a już 31 lipca zasilił skład FK Tiumeń. 5 marca 2014 podpisał kontrakt z FK Witebsk. 15 kwietnia 2016 został piłkarzem gruzińskiego klubu Kolcheti 1913 Poti. 12 lipca 2017 przeniósł się do Torpeda Kutaisi. 21 lutego 2018 zasilił skład Wołyni Łuck.